# Dadonville
Dadonville – miejscowość i gmina we Francji, w Regionie Centralnym, w departamencie Loiret.
Według danych na rok 1990 gminę zamieszkiwało 1715 osób, a gęstość zaludnienia wynosiła 94 osoby/km² (wśród 1842 gmin Regionu Centralnego Dadonville plasuje się na 230. miejscu pod względem liczby ludności, natomiast pod względem powierzchni na miejscu 732.).